# Bispebjerg
Bispebjerg är en stadsdel i nordvästra Köpenhamn med 39 672 invånare (2003).
Stadsdelen är indelad i fyra "kvarter" (mindre stadsområden):
- Bispebjergkvarteret (där kyrkan Grundtvigs Kirke och Bispebjerg Hospital ligger).
- Fuglekvarteret, väster om Nørrebro station (gator med fågelnamn).
- Utterslevkvarteret (före detta by utanför Köpenhamns tidigare stadsgräns).
- Emdrupkvarteret (före detta by utanför Köpenhamns tidigare stadsgräns).

Bispebjerg utgör huvuddelen av det (inofficiella) område som kallas Nordvestkvarteret (efter postnummerdistriktet 2400 København NV). Även bland annat Bellahøj ingår i Nordvestkvarteret.